# IC 96
IC 96 ist eine Spiralgalaxie vom Hubble-Typ Sbc im Sternbild Fische auf der Ekliptik. Sie ist schätzungsweise 203 Millionen Lichtjahre von der Milchstraße entfernt.
Das Objekt wurde am 1. Dezember 1866 vom US-amerikanischen Astronomen Truman Henry Safford entdeckt. Jedoch könnte die Beschreibung von dem Astronom auch auf IC 1672 zutreffen. Wie auf dem Weitfeldbild zu sehen, war Saffords Position so weit entfernt, dass er beide Galaxien hätte beobachten können. Da er jedoch nur eine der beiden Galaxien erwähnte, war es wahrscheinlicher, dass er die hellere beobachtete. Sowohl das Aussehen als auch die Helligkeit mit der helleren Galaxie stimmen in der Beschreibung mit überein.